# 兰洞水库
兰洞水库是中国广西壮族自治区桂林市恭城瑶族自治县莲花镇境内的一座水库，位于桂江支流恭城河上，建于1969年。水库正常库容为3530万立方米，集雨面积为22平方千米，海拔为655.8米。